# Dombra
Dombra, znana tudi kot dombira (kazaško домбыра, latinizirano: dombyra, baškirsko dumbbyra), je dolgovrata kazaška in baškirska lutnja in glasbeno strunsko glasbilo. Dombra deli nekatere lastnosti s komuzom in dutarjem, kot sta dolg, tanek vrat in podolgovata oblika telesa. Je priljubljeno glasbilo med turškimi skupnostmi v srednjeazijskih državah, kot so Kazahstan, Uzbekistan, Turkmenistan, Afganistan, Mongolija.

## Različice
Glasbilo se v različnih regijah nekoliko razlikuje. Kazahstanska dombyra ima ubiralko in se igra z brenkanjem z roko ali trzanjem vsake strune posebej, z občasnim tapkanjem po glavni površini glasbila. Medtem ko so strune tradicionalno narejene iz kite, se sodobne dombre običajno izdelujejo z najlonskimi strunami. Eden največjih igralcev dombra je bil kazahstanski narodni glasbenik in skladatelj Kurmangazi Sagirbajev (Qurmanǵazy Saǵyrbaıuly, 1823–1896), ki je močno vplival na razvoj kazahstanske glasbene kulture, vključno z glasbo za dombro; njegova skladba Adai je priljubljena v Kazahstanu in v tujini.
Leta 2012 je bila ustvarjena elektrodombra .
Turkestanske in badakhšanske dombre so brez ubiralke  s tupom in vratom, izklesanem iz enega samega kosa lesa, običajno murve ali marelice. Dombra se igra z veliko udarjanja in praskanja po inštrumentu, da bi pripomogli k udarnemu zvoku. Obe struni sta narejeni iz najlona (v sodobnem času) ali kite. Te prečkajo kratek most do zatiča na drugem koncu trupa. Na zadnji strani glasbila je drobna zvočna luknja, na vrhu pa debel les. Ni lakirana niti brušena in tako kot pri vseh drugih turških glasbilih ima nekaj okrasja.
Dumbyra je enakovredno glasbilo Volških Tatarov in Baškirov. Izvajalec istočasno napne vse strune. Zgornja struna izvaja spremljavo, spodnja pa melodijo. Uporablja se kot solistično glasbilo in v orkestru.

## Zgodovina
Dombra se je prvič pojavila v srednjem veku. Dela Abja Nasira Al-Farabija se na primer nanašajo na tambur, glasbilo podobno dombri. Glasbila, podobna dombri, so obstajala v skoraj vseh državah Srednje Azije. V zadnjem stoletju je bilo veliko odličnih skladateljev in izvajalcev, kot so Kurmangazi, Kazangap in Tattimbet.
Pomen dombre v kulturi Kazahstana je bil zaznamovan z ustanovitvijo Dneva dombre leta 2018. Državni dan dombre se v Kazahstanu obeležuje vsako prvo nedeljo v juliju.

## Dombra v orkestrski in epski izvedbi
Kazahstanskega pesnika Abaja Kunanbajeva (Abay Qunanbayuli) pogosto prikazujejo, kako drži dombro v mirujočem stanju in ga mnogi zelo upoštevajo kot simbol nacionalizma med postsovjetskimi narodi Skupnosti neodvisnih držav. Dombro igra Erzhan Alimbetov v zasedbi Ulitau (instrumentalni folk metal trio iz Kazahstana).
Od 12. do 18. stoletja so dombro uporabljali baškirski sasani za spremljanje svojih upesnjenih legend in kubajrs. Omenjena je v epski pesmi Zayatulyak in Hiuhiliu. Vendar pa je bila do začetka 20. stoletja pozabljena. Sasani so bili pogosto glavni ideologi etničnih vstaj, zato so, ko je ruska uprava ustavila upor, kaznovali sasane in uničili njihove dombre. V drugi polovici 20. stoletja je bilo izvedenih več rekonstrukcij. Trenutno se delo oživljanja nadaljuje. Med drugim na oživitvi dombre deluje izvajalec V. Šugajupov. Sodobna lesena dombra ima hruškasto ali ovalno obliko.

## V popularni kulturi
To glasbilo je postalo del internetnega pojava, potem ko je bil na YouTubu objavljen video posnetek SuperStar KZ, kazahstanske ustreznice serije Idol. V videoposnetku sta dva tekmovalca, ki pojeta, tretji pa poje in igrali dombro (Ernar Kaldinov), kar je povzročilo priljubljenost. Ime izvirne pesmi je Freestailo, Kazahstanca R. Lizerja.
Dombra kot se glasbilo popularizira prek Dombyra Parties, flash gibanja kazahstanske mladine, organiziranega prek družbenih medijev. Video posnetke dejavnosti Dombra Party delijo na YouTubu, Facebooku, itd

## Domet in glasbeni zapis
Obstajalo je veliko narodnih in regionalnih melodij, čeprav je spodaj najbolj sprejeta akademska DG melodija za standardno koncertno dombro prima Kazahstana.
Dombre so različne klasifikacije, na primer dombra za peto pesem ali jirs ima 8–9 ubiralk, dombra za kjus pa več kot 20.